# ابردو
ابردو (به انگلیسی: Aberedw) یک منطقهٔ مسکونی در بریتانیا است که در پویس واقع شده‌است. ابردو ۲۲۹ نفر جمعیت دارد.